# Madina Bakbergenova
Madina Bakbergenova (6 gennaio 1996) è una lottatrice kazaka, specializzata nella lotta libera.

## Palmarès
- Campionati asiatici

Bangkok 2016: bronzo nei 60 kg.
New Delhi 2020: bronzo nei 59 kg.
Ulaanbaatar 2022: oro nei 60 kg.